# Vorokhta
Vorokhta (en ukrainien et en russe : Ворохта ; en polonais : Worochta) est une commune urbaine et une station thermale et touristique de l'oblast d'Ivano-Frankivsk, en Ukraine. Sa population s'élevait à 4 212 habitants en 2021.

## Géographie
Vorokhta est située dans les Carpates, à 800 m d'altitude. Elle est arrosée par la rivière Prout. Elle se trouve à 71 km au sud d'Ivano-Frankivsk et à 493 km au sud-ouest de Kiev.

## Administration
Vorokhta fait partie de la municipalité de Yaremtche (en ukrainien : Яремчанська міська рада, Yaremtchans'ka mis'ka rada). 

## Histoire
Vorokhta est devenue un centre touristique à la fin du XIXe siècle grâce à l'arrivée du chemin de fer en 1884. Elle est connue pour ses liens avec les Houtsoules, un groupe ethnique et culturel d'Ukraine, qui vit dans les Carpates, et dont Vorokhta est considérée comme la capitale. Vorokhta accueillit d'abord de riches touristes. Pendant l'entre-deux-guerres, de 1919 à 1939, elle appartenait à la Pologne et était un centre touristique connu dans tout le pays à la fois pour les montagnes et les Houtsoules. 
Vorokhta a le statut de commune urbaine depuis 1960.
Aujourd'hui Vorokhta est l'un des principaux centres touristiques de la région d'Ivano-Frankivsk, en été comme en hiver, et se trouve dans le Parc naturel national des Carpates fondé en 1980. Une école de ski y existe depuis 1957 et plusieurs remontées mécaniques y ont été installées.

## Population
Recensements (*) ou estimations de la population :
| 1959* | 1970* | 1979* | 1989* | 2001* | 2009  | 2010  | 2011  |
| ----- | ----- | ----- | ----- | ----- | ----- | ----- | ----- |
| 5 138 | 4 953 | 4 897 | 4 465 | 4 002 | 4 039 | 4 056 | 4 108 |

| 2012  | 2013  | 2014  | 2015  | 2016  | 2017  | 2018  | 2019  |
| ----- | ----- | ----- | ----- | ----- | ----- | ----- | ----- |
| 4 154 | 4 180 | 4 215 | 4 248 | 4 270 | 4 263 | 4 254 | 4 246 |

| 2021  | - | - | - | - | - | - | - |
| ----- | - | - | - | - | - | - | - |
| 4 212 | - | - | - | - | - | - | - |